# كاتيما موليلو

كاتيما موليلو هي عاصمة إقليم زامبيزي في ناميبيا وهي تقع في قطاع كابريفي، تأسست المدينة عام 1935.